# Colistin
Colistin (auch Polymyxin E) ist ein Antibiotikum aus der Gruppe der Polymyxine. Das 1950 erstmals von S. Kayama aus Bacillus colistinus gewonnene Polymyxin steht seit 1959 zur Therapie zur Verfügung.

## Eigenschaften
Colistin ist ein Gemisch mehrerer eng strukturverwandter Polypeptide. Hauptbestandteile sind die Polymyxine E1 und E2 (zusammen mindestens 51 %) die mit den Nebenkomponenten E3, E4, E6, E1-7MOA, E1-I, E1-Nva, E2-I, E2-Val und 2,3-Dehydro-E1 in Summe mindestens 86 % der offizinellen Qualität (Colistinsulfat Ph. Eur.) ausmachen.
|                      |       |     |     |     |      |           |
| Polymyxin            | X     | R1  | R2  | R3  | Mr   | CASRN     |
| E1 (Colistin A)      | L-Leu | CH3 | CH3 | H   | 1169 | 7722-44-3 |
| E2 (Colistin B)      | L-Leu | CH3 | H   | H   | 1155 | 7239-48-7 |
| E3                   | L-Leu | H   | CH3 | H   | 1155 |           |
| E4                   | L-Leu | H   | H   | H   | 1141 |           |
| E1-7MOA              | L-Leu | H   | CH3 | CH3 | 1169 |           |
| E1-I                 | L-Ile | CH3 | CH3 | H   | 1169 |           |
| E2-I (Circulin A)    | L-Ile | CH3 | H   | H   | 1155 |           |
| E1-Nva               | L-Nva | CH3 | CH3 | H   | 1155 |           |
| E1-Thr (M, Mattacin) | L-Thr | CH3 | CH3 | H   | 1157 | 6683-17-6 |
| E2-Val               | L-Val | CH3 | H   | H   | 1141 |           |

Weitere Varianten sind das Polymxyxin E6 (am C-3 hydroxyliertes Colistin E1) und das 2,3-Dehydropolymyxin E1. [N4-Dab5]polymyxin E1 mit der abweichenden Amidbindung tritt als Verunreinigung auf.
Colistin wird arzneilich als Sulfatsalz (Colistinsulfat) oder als Colistimethat-Natrium  (CMS) verwendet.
- Colistinsulfat[S 1] (Schwefelsäuressalz der Colistin-Base) ist ein weißes bis fast weißes hygroskopisches Pulver mit einem Sulfatgehalt von 16 bis 18 %, das in Wasser leicht löslicht und in Aceton und Ethanol 96 % praktisch unlöslich ist.[5]

- Colistimethat-Natrium[S 2] (Natriumsalz der Colistinmethansulfonsäure) wird aus Colistin durch Einwirkung von Formaldehyd und Natriumhydrogensulfit hergestellt, wodurch eine Mischung, hauptsächlich der Polymyxine E1 und E2, in welchen zwei bis fünf L-2,4-Diaminobuttersäurestrukturen (L-Dab) am N4 bisulfomethyliert sind, entsteht.[9] Es ist ein weißes bis fast weißes hygroskopisches Pulver, das in Wasser sehr leicht, in Ethanol 96 % schwer und in Aceton praktisch nicht löslich ist.[9] Colistimethat-Natrium ist ein so genanntes Prodrug, welches nach parenteraler Applikation zunächst durch Hydrolyse in die pharmakologisch aktive Colistin-Base umgewandelt wird. 80 mg CMS (= 1 Mio. I.E.). entsprechen ca. 33 mg Colistin-Base.[10]

## Anwendung
Colistin wurde wegen seiner Toxizität bei systemischer Anwendung lange hauptsächlich lokal als Salbenzusatz, oral zur Darmbehandlung oder als Aerosol zur Inhalationstherapie eingesetzt, insbesondere bei Mukoviszidose mit chronischer Pseudomonas-Besiedelung.
Für die parenterale systemische Therapie beim Menschen gibt es seit dem Jahr 2012 in Deutschland wieder zugelassene Fertigarzneimittel. Hintergrund für die Renaissance des als vor allem nephrotoxisch geltenden Antibiotikums ist das gehäufte Auftreten Carbapenem-resistenter Enterobakterien (sogenannte „CRE“; derzeit vor allem in den USA, Israel, Griechenland, Türkei und nordafrikanischen Ländern).
Die Therapieoptionen für CRE sind meist beschränkt auf Colistin, Fosfomycin und Tigecyclin.
Auch in der Tiermedizin wird der Wirkstoff bei Schweinen und Rindern mit schweren Septikämien parenteral angewendet. Im mikrobiologischen Labor wird die Substanz in Nährböden zur Selektion grampositiver Bakterien eingesetzt (häufig in Kombination mit Nalidixinsäure), da Colistin das Wachstum vieler gramnegativer Bakterien hemmt, nicht jedoch das grampositiver Bakterien.

## Analytik
Für den Nachweis in Plasma und Urin stehen die Kopplungen der HPLC mit der Massenspektrometrie zur Verfügung. Für sehr komplexe Untersuchungsmaterialien, wie z. B. Schweineexkremente sind besonders aufwändige Vorbereitungen erforderlich. Auch für die Untersuchung von Muskelgewebe stehen hochspezifische Nachweise mit entsprechender Probenvorbereitung zur Verfügung.

## Wirkungsmechanismus
Colistin wirkt über eine Schädigung der äußeren Membran auf gramnegative Bakterien.
- empfindlich: Salmonellen, Shigellen, Haemophilus influenzae, Pasteurellen, Acinetobacter
- meist empfindlich: Pseudomonas aeruginosa, Escherichia coli, Enterobacter, Klebsiellen
- resistent: Proteus, Gonokokken, Meningokokken und grampositive Bakterien

Mit Polymyxin B besteht eine Kreuzresistenz.

## Resistenz
Colistin gilt als Reserveantibiotikum für die Behandlung von multiresistenten Acinetobacter baumannii. Auf Intensivstationen werden immer häufiger Resistenzen beschrieben, wobei es weltweit keinen einheitlichen Grenzwert (MHK) für die Resistenzbeschreibung gibt. Eine Form der Resistenz wurde zunächst in Nutztieren, inzwischen aber auch in menschlichen E. coli-Bakterien gefunden. Ausgelöst wird die Resistenz durch das Gen MCR-1.

## Nebenwirkungen
- Neuro- und Nephrotoxizität insbesondere bei systemischer Anwendung. Die Nephrotoxizität ist besonders ausgeprägt bei Personen mit niedrigen Werten von Serumalbumin.[27]
- Kontaktdermatitis bei Anwendung als Salbe
- Asthmaanfälle bei Inhalation

## Wechselwirkungen
Bei gleichzeitiger Gabe mit nephrotoxischen Wirkstoffen (etwa Aminoglykosiden, Vancomycin und Schleifendiuretika) und Wirkstoffen mit neuromuskulärer Blockade (wie Muskelrelaxantien) kann es zur Verlängerung oder Verstärkung der Wirkung kommen.

## Gegenanzeigen
Colistin darf nicht bei einer Überempfindlichkeit gegen den Wirkstoff oder andere Polymyxine angewendet werden. Bei Nierenschäden ist eine Dosisanpassung (anhand der gemessenen Kreatinin-Clearance) notwendig.

## Rechtliches
Colistin ist verschreibungspflichtig und apothekenpflichtig.

## Handelsnamen
Humanmedizin
- Colistinsulfat, zur oralen Gabe: Diarönt mono (D)[28]

Colistimethat-Natrium:
- Zur Inhalation: Colistin CF (D), Promixin (D), ColiFin (D), Colistineb (D), Colobreathe (D)[28] Colistin zur Inhalation (CH)
- Zur i.v.-Gabe: Promixin (D), Colistimethat-Natrium InfectoPharm 1 Mio. I.E. (D)[28]
- Zur Inhalation und i.v.-Gabe: ColistiFlex (D)[28]

Tiermedizin
- Colistinsulfat: Animedistin, Belacol, Carbophen, Coli-Klat, Colistinsulfat 100,  Colivet[29]